# Puchar Konfederacji w piłce nożnej 1997
Trzeci turniej Pucharu Konfederacji odbył się w dniach 12 grudnia – 21 grudnia 1997 ponownie w Arabii Saudyjskiej. Liczba drużyn została powiększona do 8. W rozgrywkach wzięły udział zespoły: Brazylii, Australii, Meksyku, Urugwaju, Czech, Republiki Południowej Afryki, Zjednoczonych Emiratów Arabskich oraz gospodarzy. Drużyny zostały podzielone na dwie grupy. Do dalszych rozgrywek awansowały po dwa najlepsze zespoły. Rozegrały one między sobą półfinały oraz finał.
Wszystkie mecze rozegrano w Rijadzie, na stadionie Króla Fahda.

## Turniej

### Grupa A
| Lp. | Zespół           | Mecze | Z | R | P | Bramki | Pkt. |
| --- | ---------------- | ----- | - | - | - | ------ | ---- |
| 1   | Brazylia         | 3     | 2 | 1 | 0 | 6:2    | 7    |
| 2   | Australia        | 3     | 1 | 1 | 1 | 3:2    | 4    |
| 3   | Meksyk           | 3     | 1 | 0 | 2 | 8:6    | 3    |
| 4   | Arabia Saudyjska | 3     | 1 | 0 | 2 | 1:8    | 3    |

| Arabia Saudyjska                               | 0 – 3 | Brazylia                                                                    |  |
|                                                |       | 65' César Sampaio · 73', 80' Romário                                        |  |
| Meksyk                                         | 1 – 3 | Australia                                                                   |  |
| Luis Hernández 80' ·                           |       | 45' Mark Viduka · 59' John Aloisi · 90' Damian Mori                         |  |
| Arabia Saudyjska                               | 0 – 5 | Meksyk                                                                      |  |
|                                                |       | 20', 62' Francisco Palencia · 68', 76' Cuauhtémoc Blanco · 75' Braulio Luna |  |
| Australia                                      | 0 – 0 | Brazylia                                                                    |  |
| Arabia Saudyjska                               | 1 – 0 | Australia                                                                   |  |
| Mohammed Al-Khilaiwi 40'                       |       |                                                                             |  |
| Brazylia                                       | 3 – 2 | Meksyk                                                                      |  |
| Romário 41' · Denílson 61' · Júnior Baiano 66' |       | 51' Cuauhtémoc Blanco · 90' Ramón Ramírez ·                                 |  |

### Grupa B
| Lp. | Zespół  | Mecze | Z | R | P | Bramki | Pkt. |
| --- | ------- | ----- | - | - | - | ------ | ---- |
| 1   | Urugwaj | 3     | 3 | 0 | 0 | 8:4    | 9    |
| 2   | Czechy  | 3     | 1 | 1 | 1 | 9:5    | 4    |
| 3   | ZEA     | 3     | 1 | 0 | 2 | 2:8    | 3    |
| 4   | RPA     | 3     | 0 | 1 | 2 | 5:7    | 1    |

| ZEA                                                           | 0 – 2 | Urugwaj                                                                   |  |
|                                                               |       | Nicolás Olivera 47' Antonio Pacheco 90+2'                                 |  |
| RPA                                                           | 2 – 2 | Czechy                                                                    |  |
| Brendan Augustine 39' Helman Mkhalele 86'                     |       | Vladimír Šmicer 19', 40'                                                  |  |
| ZEA                                                           | 1 – 0 | RPA                                                                       |  |
|                                                               |       | Hassan Mubarak 5'                                                         |  |
| Czechy                                                        | 1 – 2 | Urugwaj                                                                   |  |
| Horst Siegl 89'                                               |       | Nicolás Olivera 26' Marcelo Zalayeta 88'                                  |  |
| ZEA                                                           | 1 – 6 | Czechy                                                                    |  |
| Adnan Al Talyani 78'                                          |       | Vladimír Šmicer 42', 68', 71' Pavel Nedvěd 22', 31' Mohamed Obaid 11' (s) |  |
| Urugwaj                                                       | 4 – 3 | RPA                                                                       |  |
| Darío Silva 12', 66' Álvaro Recoba 42' Christian Callejas 90' |       | Lucas Radebe 11' Helman Mkhalele 69' Potter Ndlanya 77'                   |  |

### Półfinały
| Brazylia                | 2 – 0 | Czechy           |
| Romário 54' Ronaldo 83' |       |                  |
| Urugwaj                 | 0 – 1 | Australia        |
|                         | dogr. |                  |
|                         |       | Harry Kewell 92' |

### Mecz o 3 miejsce
| Czechy            | 1 – 0 | Urugwaj |
| Edvard Lasota 63' |       |         |

### Finał
| Brazylia                                   | 6 – 0 | Australia |
| Ronaldo 15', 27', 59' Romário 38', 53', 75 |       |           |

| Brazylia:  | Dida – Cafu, Aldair, Júnior Baiano, Dunga, Roberto Carlos, Ronaldo, Romário, César Sampaio, Denílson, Juninho Paulista                                                                                              |
| Australia: | Mark Bosnich – Steve Horvat (55' Matthew Bingley), Stan Lazaridis, Milan Ivanovic, Alex Tobin, Nad Zelic, Craig Foster, Mark Viduka, Aurelio Vidmar (31' John Aloisi), Harry Kewell, Tony Vidmar (31' Kevin Muscat) |

## Najlepsi strzelcy
- 7 –  Romário
- 5 –  Vladimír Šmicer
- 4 –  Ronaldo

## Widzów
293 500 na całym turnieju, co dało przeciętną 18 344 widzów na meczu.